# Rue Maréchal-de-Lattre-de-Tassigny
La rue Maréchal-de-Lattre-de-Tassigny est une voie de Nantes, en France.

## Situation et accès
Située dans le centre-ville de Nantes, la rue Maréchal-de-Lattre-de-Tassigny, qui relie le quai de la Fosse (dans le prolongement de la rue Félix-Éboué) à la rue de l'Héronnière (dans le prolongement de la rue Piron), est bitumée et ouverte à la circulation automobile.

## Origine du nom
La voie porte le nom de Jean de Lattre de Tassigny (1889-1952), général d'armée et maréchal de France.

## Historique
Ouverte dans le cadre de la reconstruction de Nantes après la Seconde Guerre mondiale, cette voie a depuis l'origine une fonction d'écoulement du flot de circulation automobile entre le quartier Graslin et le quai de la Fosse.
Son percement entraina la démolition des derniers vestiges de la maison des Tourelles, endommagée par les bombardements du 23 septembre 1943, et qui donnait sur le quai de la Fosse, au no 4.
La voie, tout d'abord appelée « rue Piron prolongée », prend le nom de « rue Maréchal-de-Lattre-de-Tassigny » par délibération du conseil municipal le 25 février 1953,.